# The Interrogation of Michael Crowe
The Interrogation of Michael Crowe è un film televisivo del 2002 diretto da Don McBrearty. Il film è tratto da una storia vera.

## Trama
A Escondido, in California, i Crowe sono una tranquilla famiglia composta dalla coppia Stephen e Cheryl e dai loro tre figli: Michael, di 14 anni, Stephanie, di 12, e la più piccola, Shannon. Una mattina Stephen trova la figlia Stephanie morta in camera sua. La polizia decide di dividere i familiari e di interrogarli separatamente. Ben presto le accuse si concentrano su Michael, anche perché trovano materiale ispirato a storie horror in camera sua. Pur di non abbandonare la pista seguita, i poliziotti sottopongono Michael ad un duro interrogatorio e alla fine il ragazzo confessa, anche se in verità la sua confessione è stata estorta. Passato un po' di tempo, vengono indagati e poi arrestati anche due suoi amici, Aaron Houser e Josh Treadway, colpevoli secondo la polizia di essere suoi complici.
I genitori di Michael intanto cominciano a sospettare che i metodi usati dalla polizia non siano molto regolari e contattano l'avvocato Sorenson, la quale riesce a far cadere le accuse rivolte a tutti e tre i ragazzi. Cheryl e Stephen, consapevoli del danno psicologico subito dal figlio, fanno causa al Procuratore Distrettuale convinti che la polizia debba ammettere i propri errori. Nei titoli di coda si apprende come il 15 maggio 2002 il procuratore della California abbia accusato Richard Tuite per l'omicidio della piccola Stephanie, scagionando così Michael, Aaron e Josh. Inoltre si apprende che, alla data di uscita del film, il processo intentato dai Crowe contro la polizia di Escondito e l'ufficio del procuratore distrettuale è ancora in corso.

## Premi e candidature
| Anno | Premio              | Categoria                                                           | Ricevente      | Risultato       |
| ---- | ------------------- | ------------------------------------------------------------------- | -------------- | --------------- |
| 2003 | Young Artist Award  | Miglior giovane attrice non protagonista in un film televisivo      | Hannah Lochner | Candidato/a     |
| 2003 | Peabody Award       |                                                                     |                | Vincitore/trice |
| 2003 | Gemini Award        | Miglior film televisivo                                             | Terry Gould    | Candidato/a     |
| 2003 | Gemini Award        | Miglior attrice protagonista in un film drammatico                  | Ally Sheedy    | Candidato/a     |
| 2003 | Gemini Award        | Miglior regia di un film drammatico                                 | Don McBrearty  | Candidato/a     |
| 2003 | Gemini Award        | Miglior attore protagonista in un film drammatico                   | Michael Riley  | Vincitore/trice |
| 2003 | DGC Craft Award     | Outstanding Achievement in Direction - Television Movie/Mini-Series | Don McBrearty  | Candidato/a     |
| 2003 | DGC Craft Award     | Outstanding Achievement in Picture Editing - Long Form              | Jeff Warren    | Candidato/a     |
| 2004 | ACTRA Toronto Award | Outstanding Performance - Male                                      | Mark Rendall   | Candidato/a     |